# Edgar Ribeiro Sanches
Edgar Ribeiro Sanches (Salvador, 1º de setembro de 1891 — Rio de Janeiro, 7 de abril de 1972) foi um político brasileiro, imortal da Academia de Letras da Bahia, cadeira número 9..Exerceu o mandato de deputado federal constituinte pela Bahia em 1934.
Foi  ministro  do  Tribunal Superior  do  Trabalho  e  professor  Catedrático  de Filosofia  do  Direito  na  Universidade  da  Bahia  e  primeiro professor de  Economia Política na Faculdade de Direito do Rio de Janeiro (atual UERJ) a partir de 1935.